# Faraway ~Hoshi ni negai wo~
Faraway ~Hoshi ni negai wo~ (jap. Faraway 〜星に願いを〜) – trzydziesty drugi singel japońskiego artysty Gackta, wydany 17 czerwca 2009 roku. Singel ten jest drugim z czterech singli wydanych na 10 Year Anniversary Countdown, która jest odliczaniem do 10. rocznicy Gackta jako artysty solowego. Został nazwany THE 2nd HEAVEN. Każdy z rocznicowych singli został wydany w tygodniowym odstępie. Limitowana edycja CD+DVD została wydana wyłącznie dla członków oficjalnego fanklubu Gackta. Singel osiągnął 8 pozycję w rankingu Oricon i pozostał na listach przebojów przez 5 tygodni. Sprzedano 19 301 egzemplarzy.

## Lista utworów
Wszystkie utwory zostały napisane i skomponowane przez Gackt C.
| Nr | Tytuł                                                                            | Aranżacja           | Czas |
| -- | -------------------------------------------------------------------------------- | ------------------- | ---- |
| 1. | "Faraway ~Hoshi ni negai wo~" (jap. Faraway 〜星に願いを〜)                      | Gackt.C, Chachamaru |      |
| 2. | "Oblivious ~Kao no nai tenshi~" (jap. Oblivious 〜顔のない天使〜)                | Gackt.C, Chachamaru |      |
| 3. | "Faraway ~Hoshi ni negai wo~" (jap. Faraway 〜星に願いを〜) (Instrumental)       | Gackt.C, Chachamaru |      |
| 4. | "Oblivious ~Kao no nai tenshi~" (jap. Oblivious 〜顔のない天使〜) (Instrumental) | Gackt.C, Chachamaru |      |